# Zapovednik Kostomoeksjski
Zapovednik Kostomoeksjski (Russisch: Костомукшский государственный природный заповедник; Fins: Kostamuksen luonnonpuisto) is een strikt natuurreservaat gelegen in Russische deelrepubliek Karelië, vlak bij de grens met Finland. De oprichting tot zapovednik vond plaats op 14 december 1983 per decreet (№ 557/1983) van de Raad van Ministers van de Russische SFSR en heeft een oppervlakte van 492,76 km². Ook werd er een bufferzone van 456 km² ingesteld.

## Kenmerken
Het grondgebied van Zapovednik Kostomoeksjski strekt zich uit van noord naar zuid over een lengte van ca. 27 km, en van oost naar west over een lengte van 15 à 18 km. Zapovednik Kostomoeksjski is gelegen in een heuvelachtig landschap en omvat meer dan 250 meren. De grootste hiervan is het Kammenojemeer, met een oppervlakte van 105 km². Ongeveer 12% van het reservaat wordt bedekt door veenmoerassen. In het reservaat zijn nog veel tektonische sporen zichtbaar; zo zijn er veel rotsachtige kloven en andere rotscomplexen. Het fundament van deze gesteenten bestaat uit gneiss-graniet en gneiss-granodioriet.
Het reservaat ligt in de noordelijke taigagordel en wordt gedomineerd door dennenbossen, die 84% van het bosoppervlak uitmaken. De overige 16% bestaat voornamelijk uit sparren, berken en espen. Bodembedekkers zijn vaak korstmossen, kleine veenbessen (Vaccinium oxycoccos), kraaihei (Empetrum nigrum),  rode bosbessen (Vaccinium vitis-idaea), blauwe bosbessen (Vaccinium myrtillus) en rijsbessen (Vaccinium uliginosum).

## Dierenwereld
De fauna in Zapovednik Kostomoeksjski is kenmerkend voor de boreale taiga, met diersoorten als boommarter (Martes martes), sneeuwhaas (Lepus timidus), auerhoen (Tetrao urogallus), hazelhoen (Tetrastes bonasia) en taigagaai (Perisoreus infaustus). Bijzonder in het gebied is het voorkomen van een bedreigde ondersoort van het rendier, het bosrendier (Rangifer tarandus fennicus). Andere zoogdieren zijn bijvoorbeeld de Europese bruine beer (Ursus arctos arctos), otter (Lutra lutra) en het eland (Alces alces). 's Zomers is het reservaat gevuld met de zang van trekvogels als keep (Fringilla montifringilla), vink (Fringilla coelebs), bosgors (Emberiza rustica), tjiftjaf (Phylloscopus collybita), gekraagde roodstaart (Phoenicurus phoenicurus) en vele anderen.